# Prat d'Aubes
El Prat d'Aubes és un prat alpí del municipi de la Coma i la Pedra situat entre el coll dels Belitres (al nord) i el Cap de Prat d'Aubes (a llevant).